# Agencia de Vivienda y Rehabilitación de Andalucía
La Agencia de Vivienda y Rehabilitación de Andalucía (AVRA) es una empresa pública de la Junta de Andalucía, adscrita a la Consejería de Fomento, Infraestructuras y Ordenación del Territorio. Se encarga de la administración y mantenimiento del parque público de viviendas de la comunidad autónoma, constituido por unas 75.000 viviendas, y de la gestión de las fianzas de alquileres.

## Historia
La antecesora de la AVRA, la Empresa Pública de Suelo de Andalucía (EPSA), fue fundada en 1985 para ser órgano ejecutor de las políticas autonómicas de vivienda y suelo. En 2013, la Ley 4/2013 de 1 de octubre, de medidas para asegurar el cumplimiento de la función social de la vivienda, dispuso la conversión de la EPSA en Agencia de Vivienda y Rehabilitación de Andalucía y le otorgó tres nuevas funciones: "la gestión, control y registro de las fianzas de los contratos de arrendamiento de vivienda y de uso distinto del de vivienda y de suministro correspondientes a los inmuebles sitos en el ámbito de la Comunidad Autónoma de Andalucía, así como cuantas actuaciones en materia de eficiencia energética de la edificación y en materia de fomento del alquiler de viviendas le sean atribuidas."
Entre 2012 y 2014, durante el gobierno de coalición entre PSOE e Izquierda Unida, a instancias de esta última la cúpula directiva de la EPSA / AVRA fue reducida en un 75%, pasando de 107 directivos a 26. En 2017, el gobierno del PSOE renovó siete de los cargos principales nombrando para ello principalmente a exconcejales o exalcaldes del mismo partido. En julio de 2019, el gobierno autonómico a petición de la consejera de Fomento y Vivienda Marifrán Carazo (del Partido Popular) renovó los nueve principales cargos directivos de la AVRA con ocho exconcejales del Partido Popular y solo un profesional de la propia agencia.